# 武都薹草
武都薹草（学名：Carex wutuensis）是莎草科薹草属的植物，为中国的特有植物。分布于中国大陆的甘肃等地，生长于海拔2,400米的地区，一般生于山坡路旁，目前尚未由人工引种栽培。